# Белфаст
Бе́лфаст (ирл. Béal Feirste, англ. Belfast ['belfɑːst], ольст.-шотл. Bilfawst) — город в Соединённом Королевстве, столица Северной Ирландии. Расположен на Ирландском море у устья реки Лаган.
Белфаст — главный город (местопребывание правительства) и порт Северной Ирландии. Самый крупный город исторической провинции Ольстер. Население (включая пригороды) — более 500 тысяч жителей (2016). Второй город острова Ирландия по численности населения после Дублина.
Машиностроение (крупное судостроение), лёгкая промышленность. Университет. Известен с XII в. После разделения Ирландии (1921) и до конца XX века — один из центров конфликта на религиозной почве в Северной Ирландии. В 1911 году на верфи Harland and Wolff в Белфасте был спущен на воду пароход «Титаник».

## Этимология
Упоминается с XII века как Belfeirsde, от ирландских слов bel — «брод», fearsad — «песчаная отмель».

## История

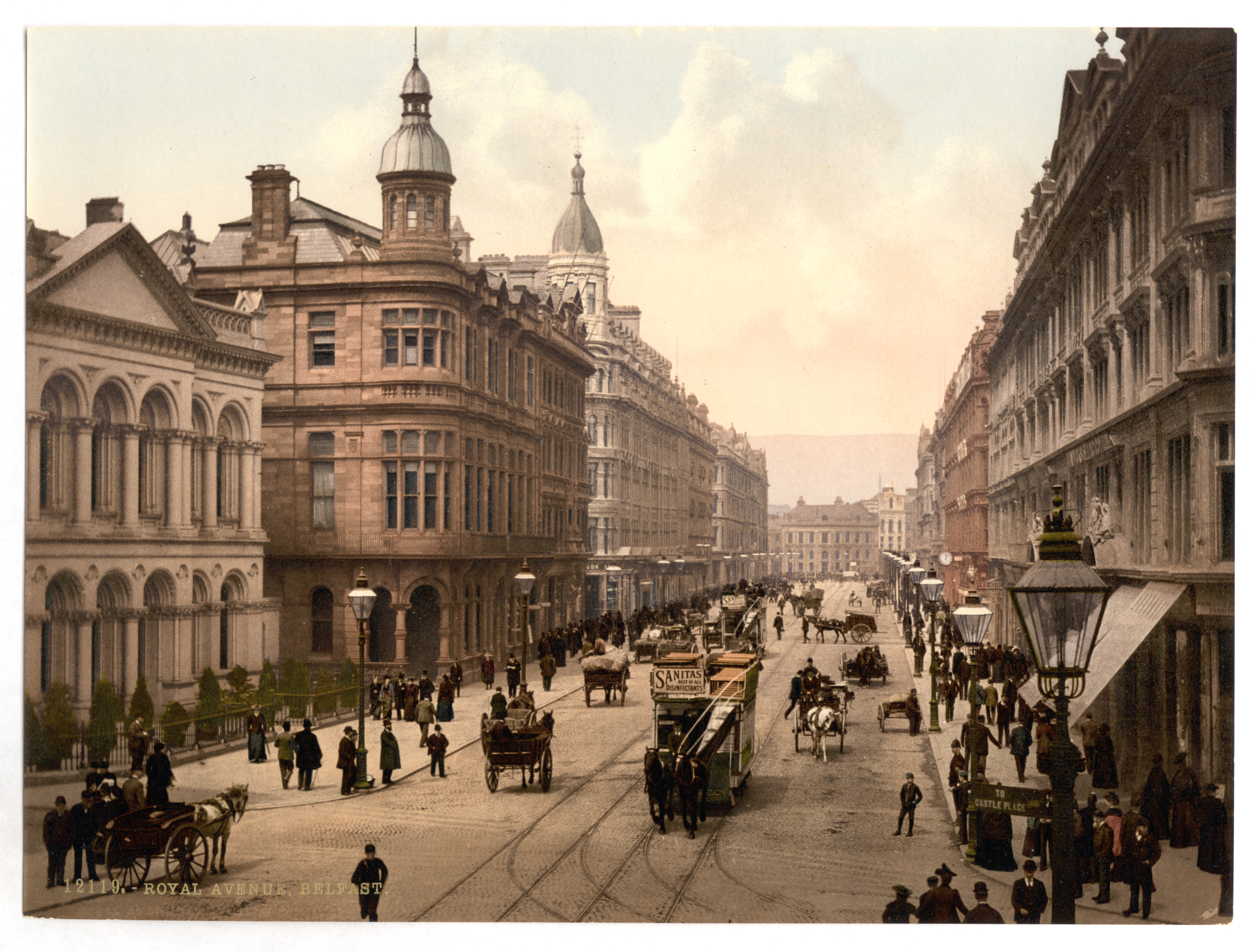
Фотохром Ройал Авеню, 1898 год

Территория современного Белфаста была заселена начиная с бронзового века. В округе, на холмах, до сих пор можно наблюдать останки Кольца великанов, 5000-летний хендж, и сохранившиеся с железного века городища на холмах. В 1177 году англичанин Джон де Курси возвёл замок на этом месте, однако фактическим появлением города считается 1609 год, когда король Яков I начал заселение Ольстера английскими и шотландскими поселенцами. Сэр Артур Чичестер (англ. Sir Arthur Chichester) получил во владение землю в Ольстере, включающую замок Белфаст, который в 1611 году он перестроил. Вокруг этого замка и возник небольшой городок.
В начале XVII века население Белфаста составляло примерно 1000 человек. Шерсть, кожа, зерновые, масло и солонина — все это экспортировалось в Англию, Шотландию и Францию. Позднее Белфаст начал активную торговлю с колониями в северной Америке и Индией. В конце XVII века население возросло до 1500—2000 человек из-за бежавших от преследований французских гугенотов, которые занимались льняным производством. В XVIII веке количество населения возросло быстрыми темпами и к 1800 году насчитывало уже около 20 000 человек. Были основаны первые: газета в 1737 году, банк в 1752 году и театр в 1768 году. Также резко увеличилось производство и экспорт льна.
Белфаст продолжил свой стремительный рост в XIX веке, и уже в 1888 году получил от королевы Виктории официальный статус города. Были построены больницы, университет, церкви и т. д. В 1823 году в городе появилось газовое освещение, а 1839 году — первое железнодорожное сообщение. Наблюдался бум в судостроении и работе порта. К концу XIX века важную роль в городе заняло производство виски и табачных изделий. Построен оперный театр.
Белфаст стал столицей Северной Ирландии со дня её основания в 1921 году. С тех пор он стал центром в конфликте между католиками и протестантами, пик которого пришёлся на 1960—1990 годы. Конфликт официально закончился в 1998 году после заключения Белфастского соглашения. Во время Второй мировой войны город подвергался сильным бомбардировкам немецкой авиации. Один такой воздушный налёт в 1941 году стоил жизни около 1000 человек, и десятки тысяч остались без крова.
В XXI веке Белфаст — быстро развивающийся город, привлекающий всё больше и больше туристов.

## Политика и административное деление

### Местное управление

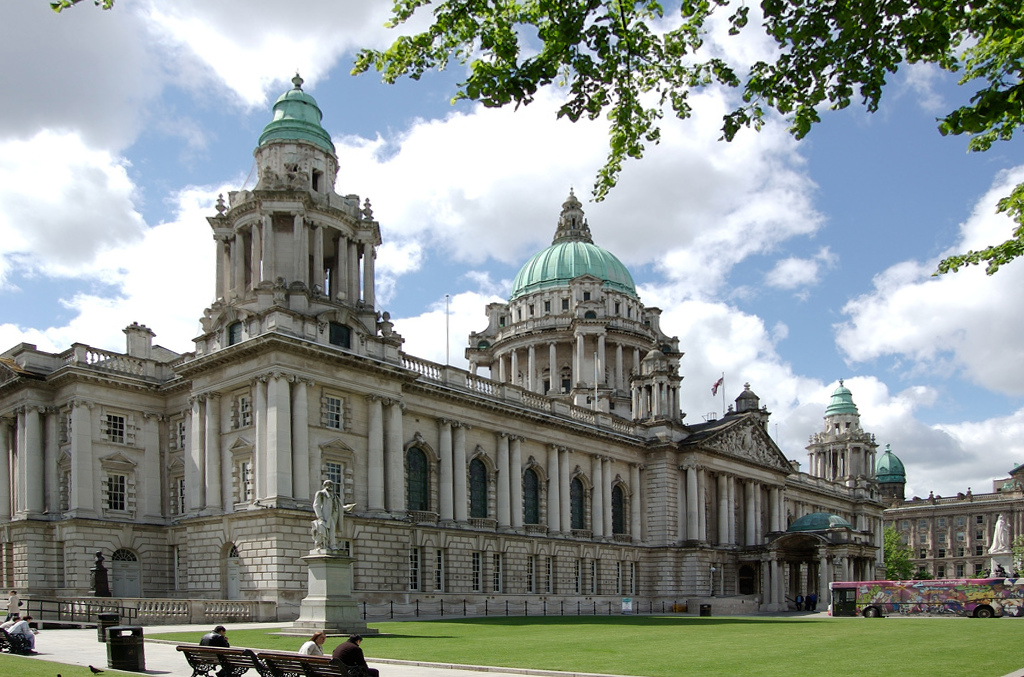
Ратуша Белфаста

Город Белфаст имеет мэрскую форму местного управления. Официальные лица — это Лорд Мэр, его заместитель и верховный шериф, которые избираются среди членов городского совета Белфаста (англ. Belfast City Council), который, в свою очередь, состоит из 51 советника, представляющих 9 избирательных округов города (Oldpark, Castle, Victoria, Pottinger, Laganbank, Balmoral, Upper Falls, Lower Falls и Court), и делится на департаменты и комитеты, курирующие разные направления.
На выборах 2005 года места в совете разделились следующим образом:
- 15 — Демократическая юнионистская партия
- 14 — Шинн Фейн
- 8 — Социал-демократическая и лейбористская партия
- 7 — Ольстерская юнионистская партия
- 4 — Партия альянса
- 2 — Прогрессивная юнионистская партия (англ. Progressive Unionist Party)
- 1 — Независимый кандидат

### Ассамблея Северной Ирландии и парламент Великобритании

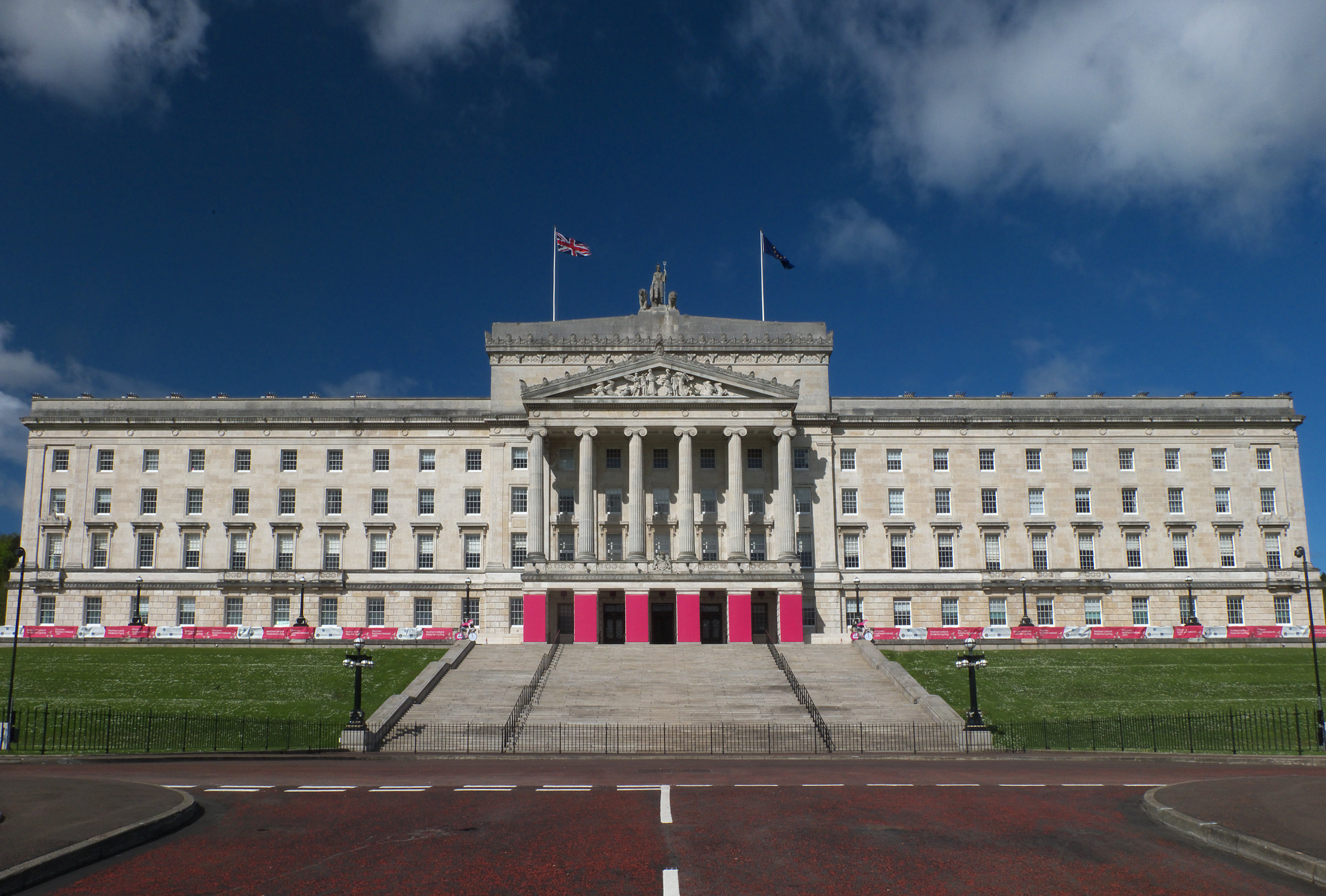
Здание ассамблеи Северной Ирландии

В Белфасте, как в столице Северной Ирландии, находится ассамблея Северной Ирландии — избираемая законодательная власть Северной Ирландии, имеющая полномочия издавать широкий спектр законов, а также назначать исполнительную власть. Резиденцией ассамблеи является здание парламента — Стормонт, в Белфасте.

## Экономика
Когда население Белфаста начало расти в XVII веке, его экономика начала складываться на торговой отрасли. Город обеспечивал рынок для окружающей сельской местности, а естественная бухта Белфаст-Лох давала городу собственный порт. Порт обеспечивал торговые пути с Великобританией, а затем с Европой и Северной Америкой. В середине XVII века Белфаст экспортировал говядину, масло, шкуры, жир и кукурузу, а также импортировал уголь, ткани, вино, бренди, бумагу, древесину и табак. Примерно в это же время расцвела торговля льном в Северной Ирландии, и к середине XVIII века пятая часть всего льна, экспортируемого из Ирландии, была отправлена теперь уже из Белфаста. Однако нынешний город является продуктом промышленной революции только после того, как предприятия преобразовались в льняные и судостроительные промыслы. Тогда экономика и население города стали процветать. На рубеже XIX века Белфаст превратился в крупнейший в мире центр по производству льна, получивший прозвище «Линенополис».
Для того чтобы обеспечивать более глубокие причалы для больших судов, в Белфасте, в 1845 была вырыта гавань. Набережная Донеголла строилась по мере дальнейшего развития гавани и расцвета торговли. Судостроительная фирма «Харланд и Вольф» была создана в 1861 году, и к моменту постройки «Титаника» в 1912 году она стала крупнейшей верфью в мире.
«Short Brothers plc» — британская аэрокосмическая компания, базирующаяся в Белфасте.
Рост массового производства хлопчатобумажной одежды после Первой мировой войны был одним из видов факторов, приведших к упадку международной торговли. Подобно многим британским городам, зависящим от традиционной тяжёлой промышленности, Белфаст с 1960-х годов пережил серьёзный кризис, который в 1970-х и 1980-х годах значительно усугубился из-за беспорядков. С 1970-х годов было потеряно более 100 000 рабочих мест в обрабатывающей промышленности. В течение нескольких десятилетий хрупкая экономика Северной Ирландии требовала значительной государственной поддержки из британского казначейства в размере до 4 миллиардов фунтов стерлингов в год.

## Физико-географическая характеристика

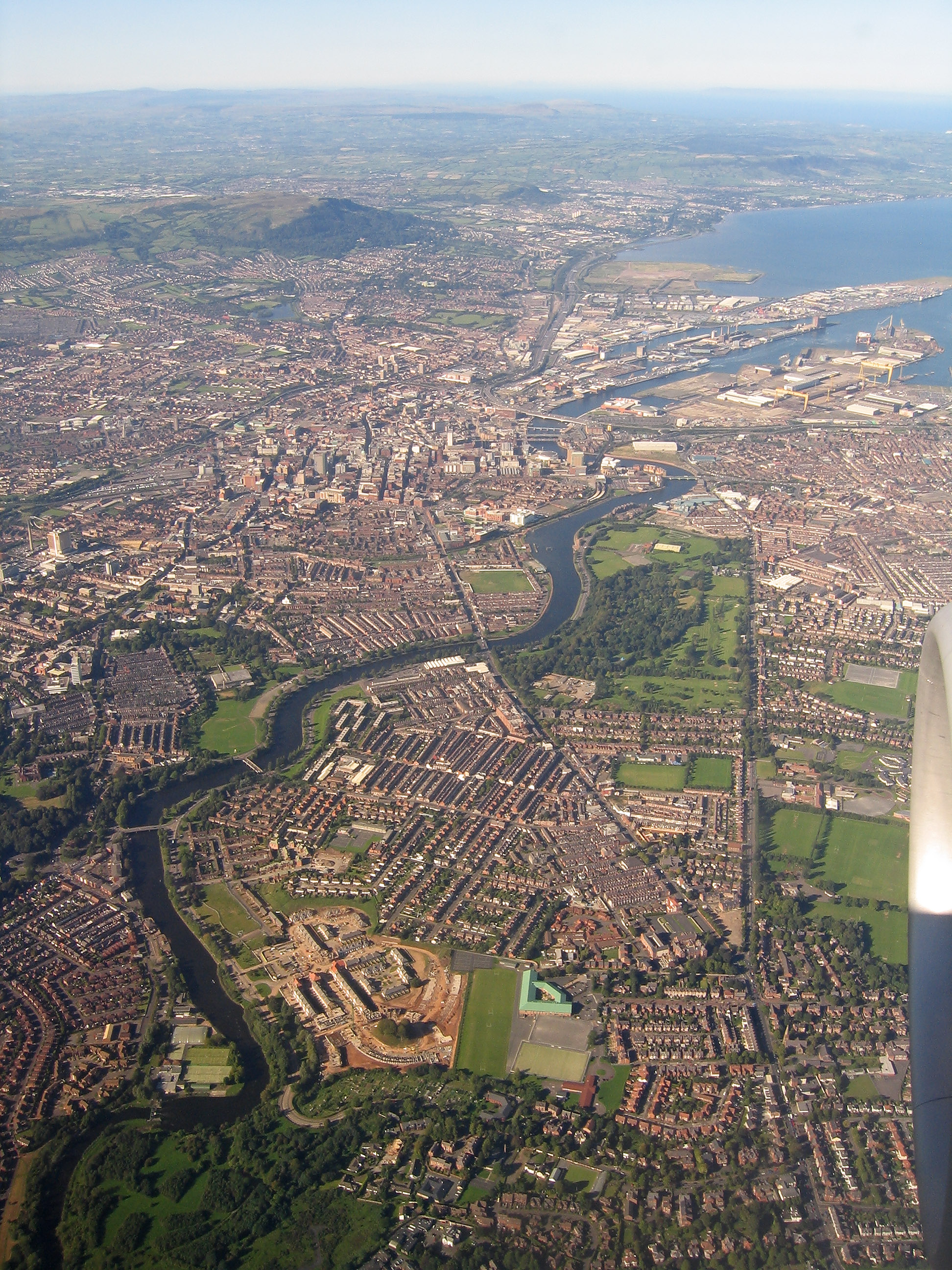
Вид на Белфаст с воздуха

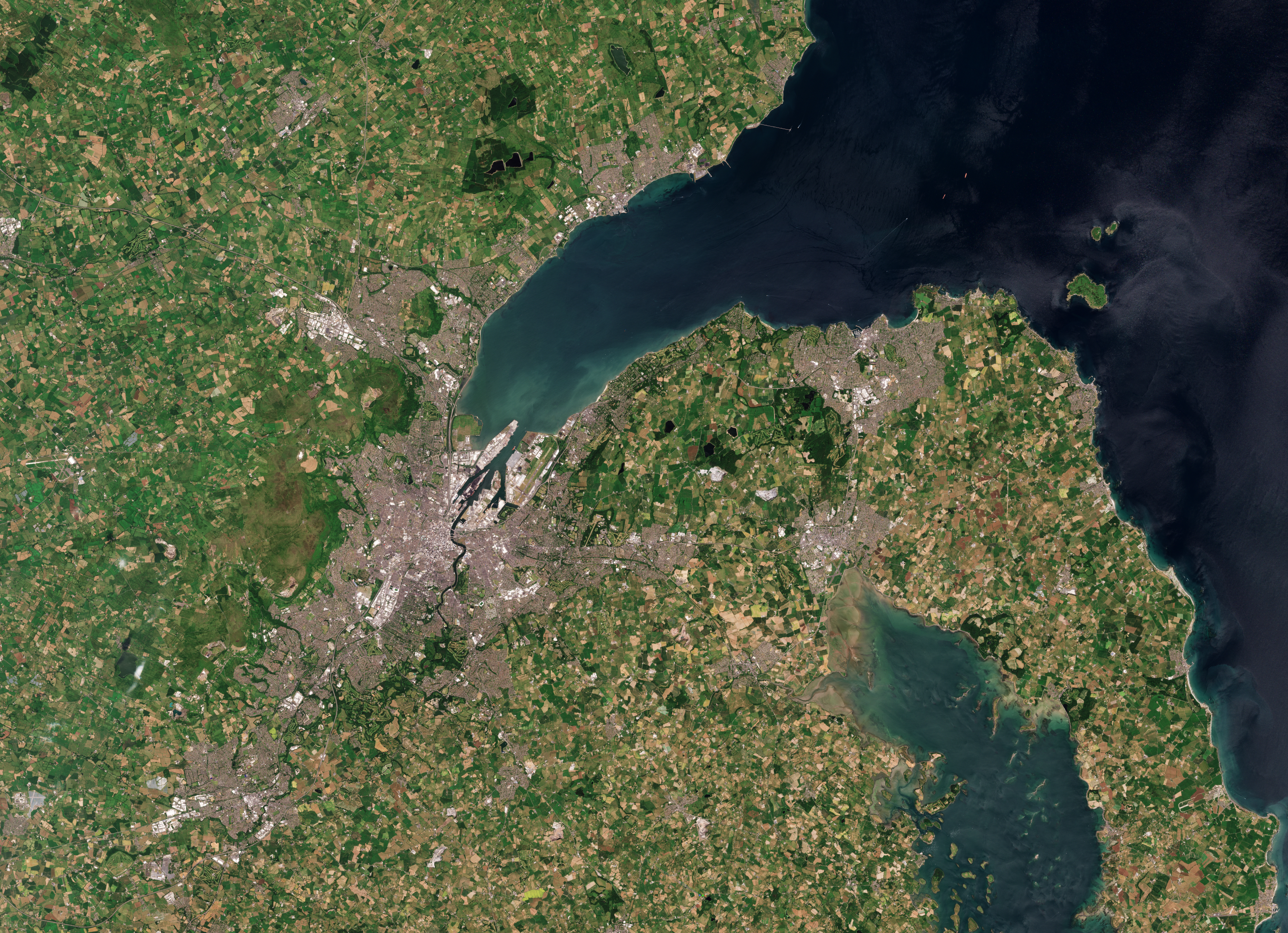
Спутниковый снимок Белфаста

Белфаст расположен на восточном побережье Ирландии. Координаты 54°35′49″ с. ш. 05°55′45″ з. д.. Лежит на западном конце залива Белфаст-Лох в устье реки Лаган и защищён с северо-запада цепью холмов. В 1994 на реке Лаган были построены шлюзы, призванные поднять уровень реки и затопить её болотистые берега, давшие Белфасту его название. Название реки Фарсет, притока Лагана, происходит от ирландского feirste — песчаная коса, название было дано из-за илистых наносов. В старину река была крупнее, на улице Хай-стрит имелся причал, улицы Бэнк-стрит и Бридж-стрит были названы, соответственно, в честь её берега и моста через реку. Сегодня Фарсет убрана под землю и протекает под Хай-стрит. Кроме неё, через город протекает не менее 11 небольших рек.

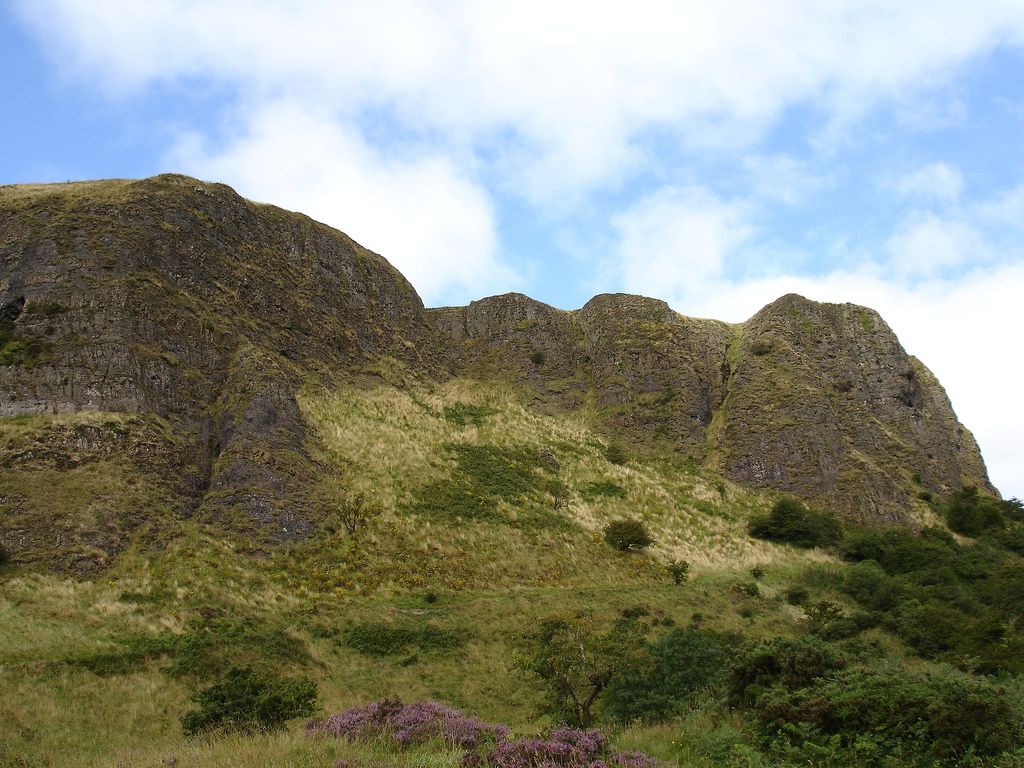
Кэйв-хилл, базальтовый холм, возвышающийся над городом

С севера и северо-запада город окружают холмы, такие как Divis, Black Mountain и Cavehill. На Кэйв-хилл находится Форт МакАрта, вероятно, названный в честь Арта О’Нила, контролировавшего этот район в 17 веке. К юго-востоку от города расположены холмы Castlereagh.

### Климат
| Показатель                               | Янв. | Фев. | Март | Апр. | Май  | Июнь | Июль | Авг. | Сен. | Окт. | Нояб. | Дек.  | Год   |
| ---------------------------------------- | ---- | ---- | ---- | ---- | ---- | ---- | ---- | ---- | ---- | ---- | ----- | ----- | ----- |
| Абсолютный максимум, °C                  | 13,6 | 14,9 | 15,7 | 21,1 | 24,2 | 29,0 | 28,6 | 28,0 | 24,9 | 20,6 | 16,0  | 14,4  | 29,0  |
| Средний максимум, °C                     | 6,9  | 7,3  | 9,2  | 11,6 | 14,7 | 17,2 | 18,9 | 18,6 | 16,4 | 12,8 | 9,4   | 7,3   | 12,5  |
| Средняя температура, °C                  | 4,5  | 4,6  | 6,2  | 8,0  | 10,8 | 13,4 | 15,3 | 14,9 | 12,9 | 9,9  | 6,9   | 4,8   | 9,4   |
| Средний минимум, °C                      | 2,5  | 2,3  | 3,4  | 4,6  | 7,1  | 9,9  | 11,9 | 11,6 | 9,8  | 7,3  | 4,5   | 2,5   | 6,5   |
| Абсолютный минимум, °C                   | −10  | −7   | −7   | −4,3 | −2   | 2,0  | 3,9  | 2,3  | 0,0  | −3   | −8,6  | −14,9 | −14,9 |
| Норма осадков, мм                        | 80   | 54   | 68   | 57   | 57   | 60   | 70   | 95   | 73   | 88   | 77    | 76    | 855   |
| Источник: World Climate, Погода и Климат |      |      |      |      |      |      |      |      |      |      |       |       |       |

## Транспорт
Большинство горожан передвигаются на собственных автомобилях.

Городской общественный транспорт представлен автобусами.
Имеется железнодорожный вокзал и порт.

### Воздушный транспорт
Город обслуживают два аэропорта: Международный аэропорт Белфаста и Аэропорт имени Джорджа Беста.

### Лайнеры
В Белфасте было построено много лайнеров, самый известный из которых — «Титаник», построенный на верфи компании «Харленд энд Вулф», где также были построены старший и младший братья «Титаника» — «Олимпик» и «Британик» соответственно.

## Достопримечательности

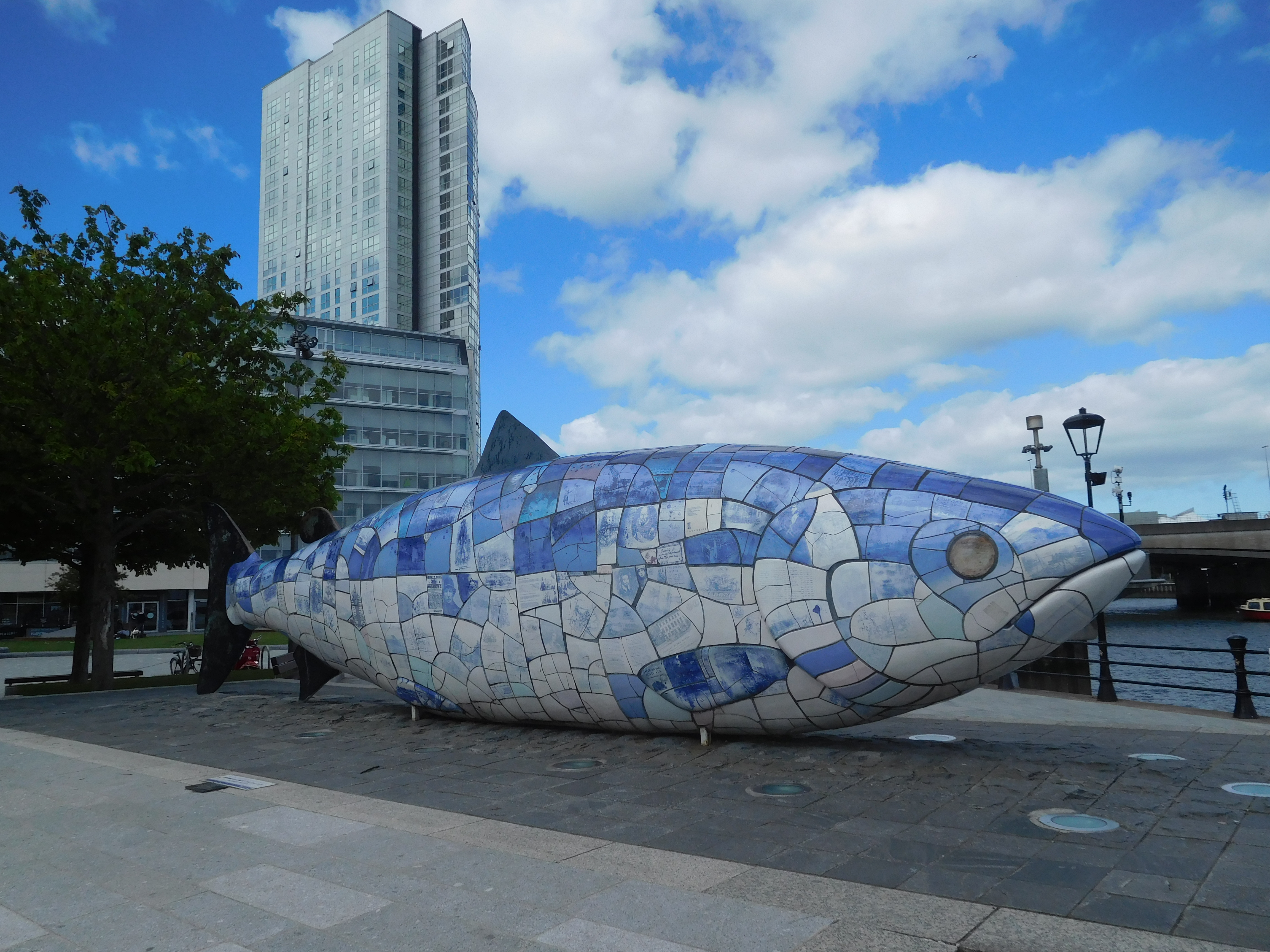
«Большая рыба» на фоне городского ландшафта в Белфасте. Набережная Лагана, 2018 год

Основной отличительной чертой центра является площадь Донегалл, окруженная впечатляющими памятниками викторианской эпохи. На площади Донегалл расположена ратуша — настоящий образец смешанных архитектурных стилей. Здесь также находится библиотека Линен Холл, в которой хранятся основные сокровища ирландской литературы.
Район Хай-Сент на севере Белфаста, известный под названием Энтриз, является старейшей его частью. Он был практически разрушен бомбежками во время Второй мировой войны, и в настоящее время здесь осталась только горстка пабов, отражающих дух прошлого. Здание Большой оперы тоже является достопримечательностью Белфаста. Оно несколько раз подвергалось бомбежкам, но было отреставрировано и теперь блещет богатством. История и культура города представлены в Ольстерском Музее рядом с университетом Квинс. В пригороде Белфаста находится зоопарк, загородный парк Кейв Хилл, Титаник Белфаст, замок Белфаст, который теоретически относится к XII веку, но нынешнее строение было построено в 1870 году, и Стормонт — место заседаний Ассамблеи Северной Ирландии.
Одной из самых популярных достопримечательностей является 10-метровая фигура «Большой рыбы».
|                   |  |
| Панорама Белфаста |  |

## Белфаст в культуре

Оперный театр

- Песня «Belfast» группы Boney M. (1977).
- Песня «Belfast» — исполнитель Elton John (Альбом «Made in England»)
- В 2010 году Королевский монетный двор выпустил монету достоинством в 1 фунт стерлингов в честь Белфаста. Монета выпущена как часть серии четырёх однофунтовых монет, среди которых также будут монеты в честь главных городов Англии, Шотландии и Уэльса.
- В сериале «Сыны Анархии» (англ. «Sons of Аnarchy») часть 3 сезона посвящена поискам сына Джексона Теллера в Белфасте.
- Действие сериала «Крах» (англ. «The Fall») (2013) с Джиллиан Андерсон в главной роли происходит в Белфасте.
- В 2021 году Кеннетом Браной по собственному сценарию снят британский биографический драматический фильм «Белфаст».
- В игре Counter-Strike Condition Zero Deleted Scenes действие 12 миссии происходят в Белфасте.
- Героини серии книг сестёр Романовых — Лина и Кэтрин Диккенсон — жили в Белфасте.
- Музыкальная композиция Orbital — «Belfast» — входит в саундтрек к фильму «В отрыв!».
- Песня «Belfast child» шотландской группы Simple Minds.
- Песня «Падди» воронежской группы Green Crow.
- Песня «Удивительно прекрасен поздним вечером Белфаст» группы Белфаст.
- Песня «Белфаст» Димы Бамберга.